# Schengen
Schengen egy kis bortermelő városka a luxemburgi Remich kantonban, az ország legdélkeletibb pontján, közel a német–francia–luxemburgi hármashatárhoz.
Neve akkor vált ismertté, amikor 1985. június 14-én, a városkán átfutó Mosel folyón az épp ott horgonyzó Princesse Marie-Astrid hajó fedélzetén az NSZK, Franciaország és a Benelux államok aláírták a schengeni egyezményt.

## Képek

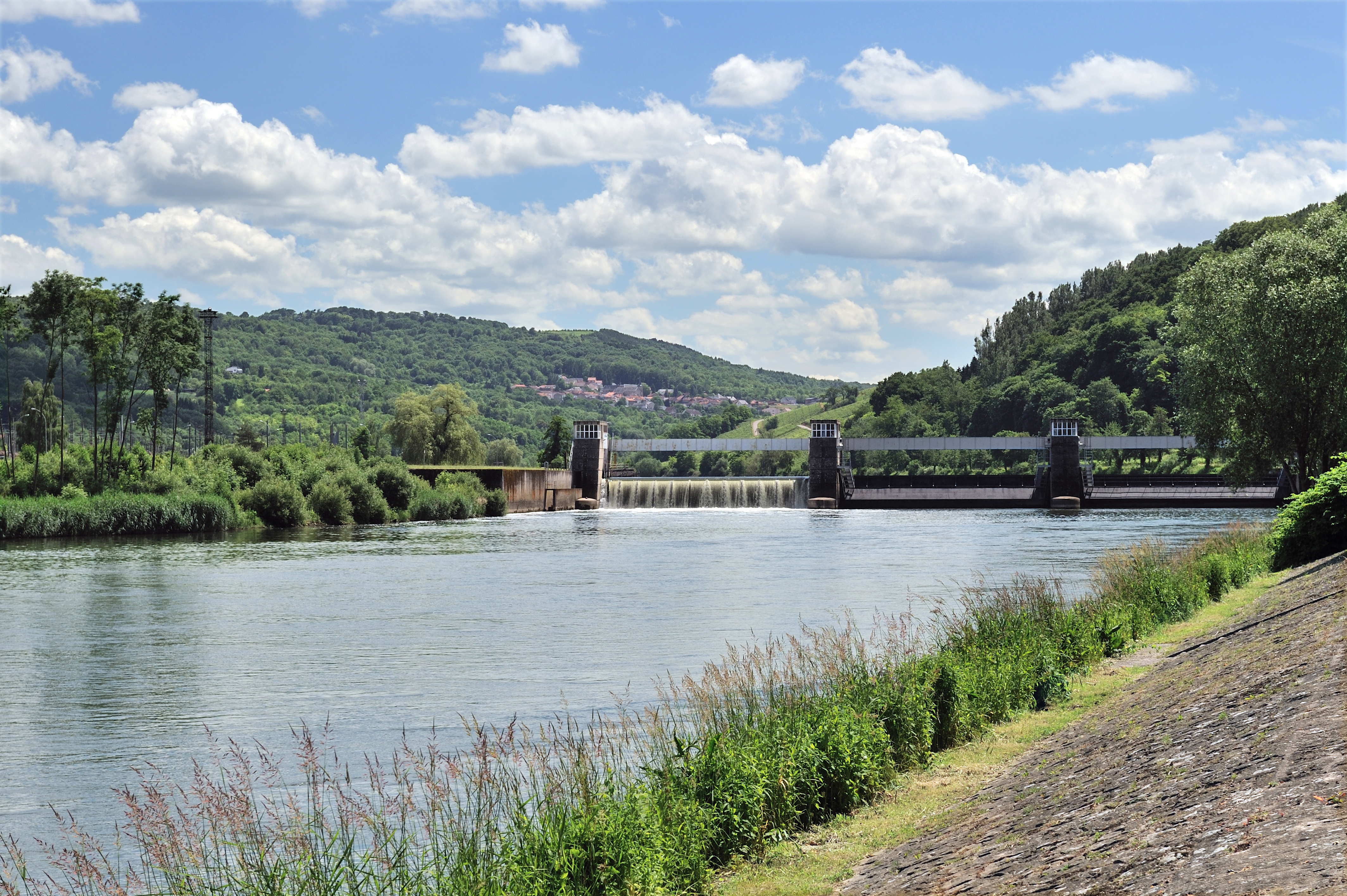
A Mosel folyó Schengennél
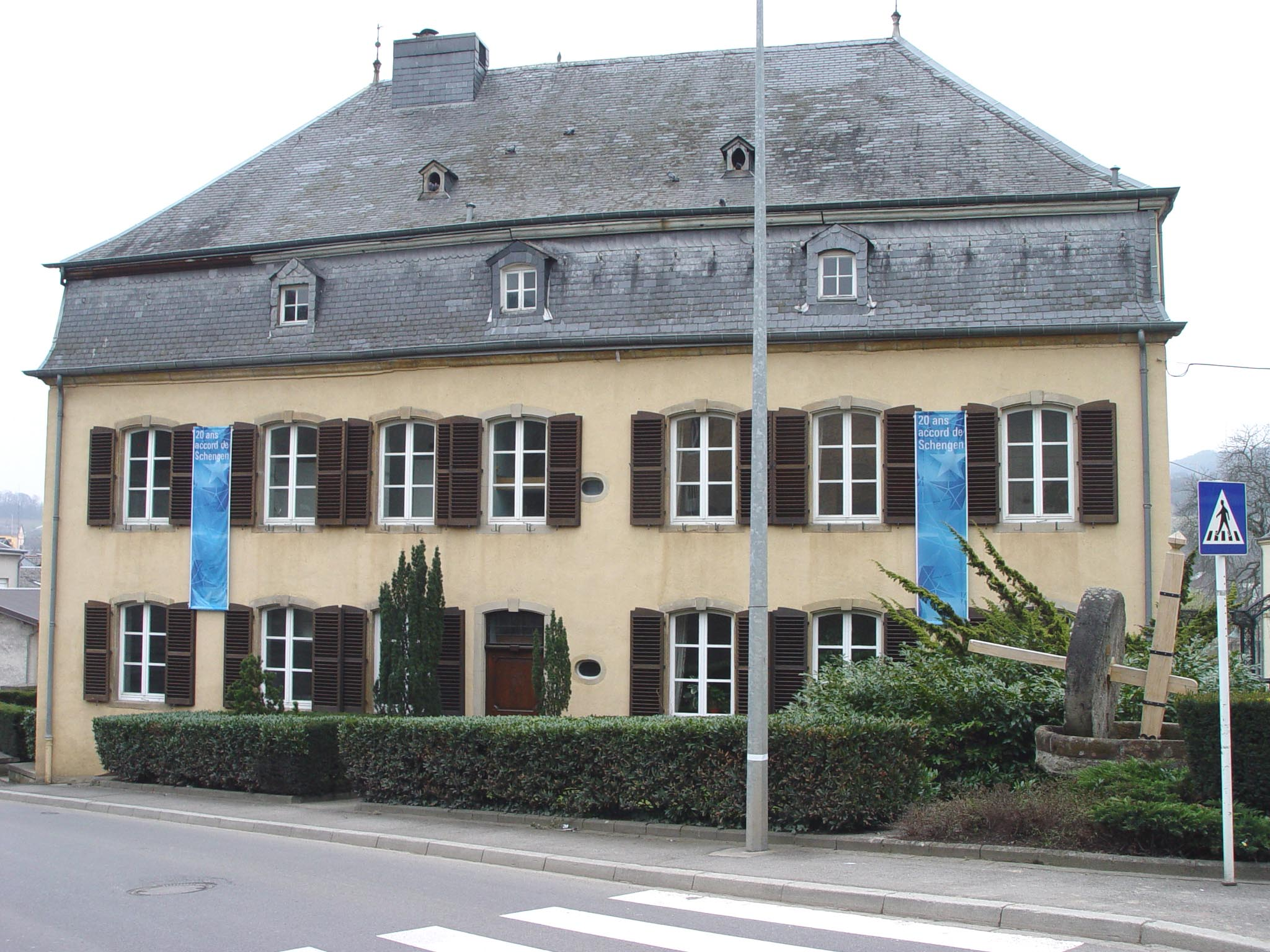
Kochhaus
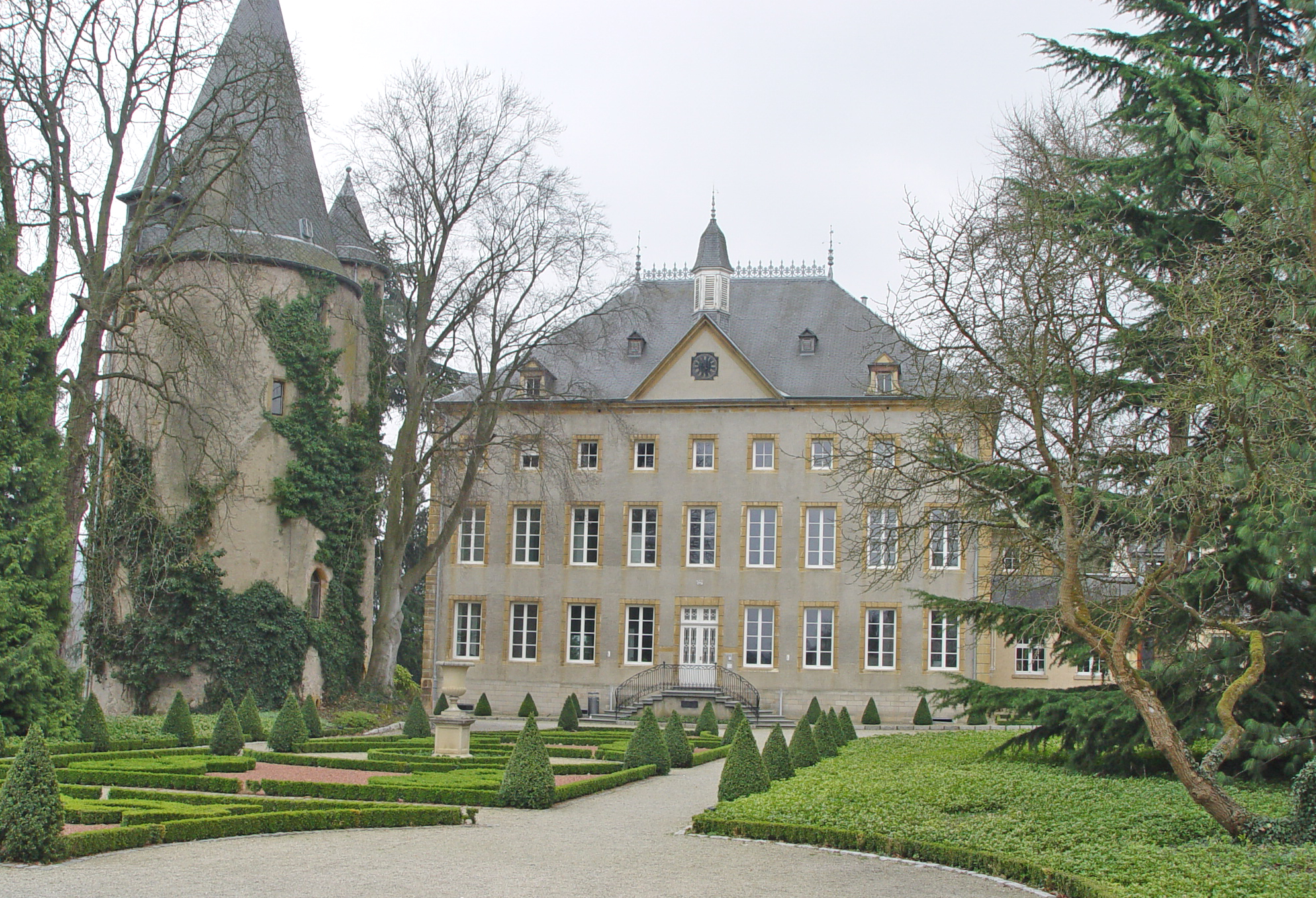
A schengeni kastély